# Ceruloplasmina
La ceruloplasmina è una proteina con attività enzimatica ferrossidasica codificata dal gene CP.
È la principale proteina di trasporto del rame nel sangue e, in più, ha un ruolo nel metabolismo del ferro. Descritta per la prima volta nel 1948, risulta simile a un'altra proteina scoperta più recentemente, l'efestina, coinvolta anch'essa nel metabolismo del ferro e del rame.

## Funzioni
L'ossidazione ad opera della ceruloplasmina è un fenomeno chiave nel metabolismo del ferro.  I macrofagi al termine della fagocitosi e digestione dei globuli rossi rilasciano ferro in gran parte nello stato ferroso (Fe2+) che, per essere recuperato attraverso il ciclo della ferritina, deve essere ossidato alla stato ferrico (Fe3+). Tale ossidazione avviene ad opera della ceruloplasmina.

## Carenza
Una carenza di ceruloplasmina implica alterazioni nell'omeostasi del ferro. La carenza di ceruloplasmina può derivare da cause genetiche e dalla mancanza di rame, un micronutriente essenziale nella dieta. Quando mancano adeguate quantità di ceruloplasmina funzionante, si compromette la capacità del corpo di riciclare Fe2+ con conseguente accumulo di ferro nei tessuti..
Le persone che soffrono di ipoceruloplasminemia, una condizione geneticamente ereditaria in cui i livelli di ceruloplasmina sono circa il 50% del normale, generalmente non mostrano anomalie cliniche ma il progressivo accumulo di ferro nelle cellule pancreatiche delle isole e nei gangli basali porta infine allo sviluppo del diabete insulino-dipendente e della degenerazione neurologica che può manifestarsi come demenza, disartria e distonia.
Nella malattia di Wilson,  paradossalmente,  l'innalzamento dei livelli di rame all'interno del fegato sembra interferire con la sua incorporazione nei polipetidi neosintetizzati di ceruloplasmina che diminuisce.

## Concentrazione sierica
Circa l'85-90% dei pazienti con malattia di Wilson presenta bassi livelli sierici di ceruloplasmina (<20 mg / dL o 200 mg / L). Tuttavia, bassi livelli di ceruloplasmina possono essere osservati in pazienti senza malattia di Wilson e livelli di ceruloplasmina normali o elevati possono essere osservati in pazienti con malattia di Wilson.
I valori normali per ceruloplasmina sierica variano in base all'età. Sono molto bassi durante la prima infanzia per circa sei mesi, poi raggiungono il picco nella prima infanzia (approssimativamente da 30 a 50 mg / dL o da 300 a 500 mg / L), per poi diminuire negli adulti (da 20 a 35 mg / dL o 200 a 350 mg / L). La ceruloplasmina è sensibile agli estrogeni: i livelli sono elevati in gravidanza e nei pazienti con supplementazione ormonale. Essendo anche una proteina di fase acuta può essere aumentata negli stati infiammatori.